# Puente del Río Woronora
El Puente del Río Woronora (en inglés: Woronora River Bridge) es un puente sobre el río Woronora en Woronora, Sídney, Nueva Gales del Sur, Australia. Cuando fue completado el puente era el puente más grande puesto en marcha progresivamente en el hemisferio sur con curvas horizontales y verticales.
El puente Woronora, fue construido para eliminar las bajadas y subidas empinadas para el tráfico entre el sur de los suburbios de Sutherland y Menai en Sídney. El nuevo puente de alto nivel se completó en 2001 como una alternativa al viejo puente. 